# Équivalent
Pour les articles homonymes, voir équivalence.
En analyse mathématique, l'équivalence relie deux fonctions ou deux suites qui ont le même comportement au voisinage d'un point ou de l'infini.
Par exemple, avec {\displaystyle f:x\mapsto x^{2}+3x}, alors quand {\displaystyle x} tend vers l'infini, le terme {\displaystyle 3x} devient insignifiant devant le terme {\displaystyle x^{2}} ; on écrit alors {\displaystyle f(x){\underset {\overset {x\rightarrow +\infty }{}}{\sim }}} {\displaystyle x^{2}}, et on dit que {\displaystyle f} est équivalente à {\displaystyle x^{2}} en {\displaystyle +\infty }.
Cette notion intervient dans le calcul des développements asymptotiques, dont les développements limités sont des cas particuliers. Elle est très utile dans la détermination de limites.

## Pour les suites

### Définitions
Soient {\displaystyle (u_{n})} et {\displaystyle (v_{n})} deux suites à valeurs réelles ou complexes.
On dit que {\displaystyle (u_{n})} est équivalente à {\displaystyle (v_{n})}, et on note {\displaystyle u_{n}\ {\underset {\overset {n\rightarrow \infty }{}}{\sim }}\ v_{n}} (ou {\displaystyle u_{n}\sim v_{n}} s’il n’y a pas d’ambiguité sur la variable d’indice) si la suite {\displaystyle (u_{n}-v_{n})} est négligeable devant la suite {\displaystyle (v_{n})}.
En utilisant la notation de Landau « petit o », ceci s'écrit : {\displaystyle u_{n}=v_{n}+o(v_{n})}, et se traduit par l'existence d'une suite {\displaystyle (\varepsilon _{n})} qui tend vers zéro et vérifie {\displaystyle u_{n}=(1+\varepsilon _{n})v_{n}} à partir d'un certain rang.

### Exemples
- Un équivalent de la somme partielle {\displaystyle H_{n}} d'ordre {\displaystyle n} de la série harmonique est {\displaystyle \ln n} :

- Un équivalent de la factorielle de {\displaystyle n} est donné par la formule de Stirling : {\displaystyle n!\sim {\sqrt {2\pi n}}\,\left({n \over {\mathrm {e} }}\right)^{n}}

- Pour {\displaystyle \pi _{n}} la suite dont le {\displaystyle n}-ième terme est égal au nombre de nombres premiers inférieurs ou égaux à {\displaystyle n}, le théorème des nombres premiers établit que :

- Pour {\displaystyle P_{n}} le nombre de façon de décomposer {\displaystyle n} en une somme d'entiers naturels non nul sans considérer l'ordre des termes, alors :

- Une suite est équivalente à la suite nulle si et seulement si elle est nulle à partir d'un certain rang[4],[N 2].

### Propriétés
- Dans le cas où la suite {\displaystyle v_{n}} ne s'annule pas à partir d'un certain rang, alors :

Cette propriété est la plus simple à mettre en place pour montrer l'équivalence.
- Si deux suites sont équivalentes, alors elles ont la même limite, mais la réciproque est fausse ;
- La relation {\displaystyle \sim } est une relation d'équivalence sur les suites réelles ou complexes ;
- Une suite possède toujours un équivalent : par exemple elle-même, et cet équivalent n'est pas unique : il en existe une infinité.

## Pour les fonctions

### Définition
Soient {\displaystyle f} et {\displaystyle g} deux fonctions définies sur une partie {\displaystyle A} de {\displaystyle \mathbb {R} } à valeurs dans  {\displaystyle \mathbb {R} } ou {\displaystyle \mathbb {C} }, et soit {\displaystyle a} un point adhérent à {\displaystyle A} ({\displaystyle a} peut être un réel, {\displaystyle +\infty } ou {\displaystyle -\infty }).
On dit que {\displaystyle f} est équivalente à {\displaystyle g} en {\displaystyle a}, et on note {\displaystyle f\;{\underset {\overset {a}{}}{\sim }}\;g}  s'il existe une fonction {\displaystyle \varepsilon } définie sur un voisinage {\displaystyle V} de {\displaystyle a} telle que :
- {\displaystyle \lim _{a}\varepsilon =0} ;
- {\displaystyle \forall x\in (V\cap A),~f(x)=(1+\varepsilon (x))g(x).}

### Exemples
- Un équivalent en {\displaystyle \pm \infty } d'une fonction polynomiale est son monôme de plus haut degré ;
- {\displaystyle \sin x{\underset {\ {\overset {x\to 0}{}}}{\sim }}\tan x{\underset {\ {\overset {x\to 0}{}}}{\sim }}\ x}
- {\displaystyle {\sqrt {1+x}}{\underset {\ {\overset {x\to 0}{}}}{\sim }}\ 1+{\frac {x}{2}}{\underset {\ {\overset {x\to 0}{}}}{\sim }}\ 1}

### Propriétés
- Si {\displaystyle g} est non nulle au voisinage de {\displaystyle a}, alors : {\displaystyle f\;{\underset {\overset {a}{}}{\sim }}\;g\Leftrightarrow \lim _{x\to a}{\frac {f(x)}{g(x)}}=1}

Cette propriété est la plus simple à mettre en place pour montrer l'équivalence.
- Si {\displaystyle \ell } est une constante non nulle : {\displaystyle f\;{\underset {\overset {a}{}}{\sim }}\;\ell \Leftrightarrow \lim _{a}f=\ell }
- Si {\displaystyle f\;{\underset {\overset {a}{}}{\sim }}\;0}, alors {\displaystyle f} est nulle sur un voisinage de {\displaystyle a} ;
- La relation {\displaystyle \sim } est une relation d'équivalence sur les fonctions réelles ou complexes ;
- Si {\displaystyle f} et {\displaystyle g} sont équivalentes en {\displaystyle a} alors :
  - Elles sont de même signe « localement autour de {\displaystyle a}», c'est-à-dire sur un voisinage de {\displaystyle a} ;
  - Elles admettent la même limite en {\displaystyle a} ou bien elles n'admettent pas de limite.
- Les opérations de multiplication par une autre fonction ou un scalaire, d'inversion, de division sont compatibles avec la relation {\displaystyle \sim } . Cependant, l'addition et la composition d'équivalents sont généralement fausses (voir opérations sur les équivalents).

### Remarques
- On peut généraliser cette définition en considérant des fonctions :
  - définies sur une partie {\displaystyle A} d'un espace topologique autre que {\displaystyle \mathbb {R} } ;
  - à valeurs dans un espace vectoriel normé sur {\displaystyle K}, ou même dans un espace vectoriel topologique sur {\displaystyle K} avec {\displaystyle K} un corps valué autre que {\displaystyle \mathbb {R} } ou {\displaystyle \mathbb {C} }.
- La notion d'équivalence de suites est un cas particulier de celle d'équivalence de fonctions.